# Trikin
Visse rundorme, samt disses larver, som kaldes Trikiner (latin Trichinella spiralis). Udvikles i tarmkanalen hos pattedyr. Smitten overføres normalt ved, at døde dyr med trikiner ædes af kødædende dyr.

## Trichinella
Der er 11 kendte arter af slægten Trichinella, hvoraf fire beskrives.
Trichinella spiralis er en lille rundorm, der kan inficere mennesker. Ormen kan, fuldt udvokset, blive mellem 1 og 4 mm alt efter køn (hunner bliver størst). Dens larver kan bliver ca. 1 mm.
Trichinella nativa opholder sig mest i vilde dyr, der lever i arktiske egne. Denne trikin art er fryseresistent, modsat de andre Trichinella arter, og kan derfor overleve flere år i for eksempel frosset rovdyrkød.
Trichinella britovi kan man finde i vilde dyr i Europa. Den kan leve ved lavere temperaturer end Trichinella spiralis, men er ikke fryseresistent.
Trichinella pseudospiralis er udbredt i hele verden, og kan smitte fugle. Den er mindre end de andre trikin arter, og den danner ikke en kapsel i de inficerede celler, i modsætning til de andre trikin arter. Trichinella pseudospiralis kan ikke tåle frost, og bliver ødelagt i kød, der er gået i forrådnelse

## Livscyklus
Trichinella spiralis livscyklus kan inddeles i tre faser:
Indgangs fase: Et menneske eller dyr spiser noget inficeret kød, som indeholder det første stadie af en muskellarve. I maven bliver kapslen omkring larven opløst, og larven passerer videre ned i tyndtarmen, hvor den udvikler sig til en voksen rundorm. Herefter formerer de voksne rundorm sig. Hannen dør hurtigt, og kommer ud med tarmindholdet. Hunnen lever i ca. 2 måneder, og kan producere 500-1500 levende larver igennem et liv. Larverne fødes af hunnen ind i et lymfekar.
Vandrings fase: De nyfødte larver bevæger sig videre ved hjælp af lymfevæsken til blodet og videre rundt i kroppen, hvor de kommer ud i muskelfibrene. Vandretrikinen leder i muskelfibrene til den finder en muskelcelle, der passer i størrelsen, som den trænger sig ind i og ruller sig sammen.
Muskel fase: Når larverne trænger ind i musklen, reagerer værtens [immunforsvar] med en betændelsesreaktion, og derved danner musklen en kapsel rundt om larven. Larven befinder sig nu i en hvilefase, hvor den kan opholde sig i en muskelcelle og bevare evnen til at påbegynde en ny cyklus i op mod 30 år.

## Smitte
Smitte med Trichinella spiralis kan medføre sygdommen trikinose.
Trichinella spiralis kan leve i en lang række af forskellige kødædende og altædende pattedyr, som f.eks. menneske, svin, vildsvin, rotter og mus. Trikinlarverne i musklerne overføres til en ny vært, ved at de bliver spist af den nye vært. Larven udvikler sig i tyndtarmen på den nye vært. Hvis de indkapslede larver ikke bliver spist, går de til grunde. De kan dog sidde i en levende muskel i op til 30 år og stadig gennemgå en cyklus, hvis de bliver spist.
Mennesker smittes, hvis de spiser kød indeholdende trikiner, som ikke er ordentlig gennemstegt eller kogt tilstrækkeligt. Trikinose er derfor et særlig problem i arktiske egne, herunder i Grønland. Trikiner er ikke lige højt forekommende i alle dyr. Forekomsten af trikiner er særlig høj bl.a. i sæler, hvalrosser og isbjørne. Da disse pattedyr udgør en vigtig næringskilde i bestemte dele af Grønland, hvor jagt stadig udgør et vigtigt erhverv, ses akkumulation af trikiner i befolkningen i disse egne.
Symptomer på trikinose kan være mavepine, diarré, opkast, feber, muskelsmerte, hæshed, allergireaktioner, hævelse omkring øjet, skade på centralnervesystemet, hjertefejl. Symptomerne kan variere meget i styrke alt efter, hvor stor koncentrationen Trichinella spiralis er i kroppen. I værste fald kan en infektion medføre døden.

## Behandling
Hvis diagnosen stilles tidligt i forløbet, inden de vandrende larver når at encystere sig, er der gode muligheder for at opnå total helbredelse ved behandling med lægemidlet Mebendazol.
Alternativt har forsøg med behandling med det veterinære lægemiddel Albendazol vist sig mere effektivt, men dette middel er dog endnu ikke godkendt til humant brug (i mennesker). Denne behandling kan derfor kun ske via en infektionsmedicinsk afdeling. Anvendes Albendazol, bør der dog samtidig anvendes steroider, da der ofte fremkommer en kraftig allergisk reaktion, når larverne henfalder. Fælles for begge midler er dog, at de kun dræber de voksende parasitter i tarmen, samt de vandrende larver, hvorimod de ikke har nogen effekt på de encystere larver.

## Forebyggelse
På cystestadiet kan det være meget vanskeligt, nærmest umuligt at behandle trikinose, derfor er det vigtigt at forebygge en infektion. Den mest effektive forebyggelse af Trichinella spiralis er en effektiv kødkontrol, hvorved man vil opdage smitten.
Trikinlarver encysterer sig i muskler, og smitten bliver spredt ved indtagelse af encysteret kød. Når et rovdyr æder encysteret kød, vil cysten blive opløst i maven, og larven vil blive ført til tarmen, hvor den vil vokse og formere sig.
Den største risiko er derfor i kød fra rovdyr eller omnivore dyr (altædende), som man kan undlade at spise.
Dog er der også tidligere fundet trikiner bl.a. i hestekød, så alt kød, især fra lande med dårlig kødkontrol, må anses for potentielt smittebærende. Derfor skal man også være påpasselig med kød fra vildt.
Vil man være helt sikker på ikke at få trikinose, skal man undgå at spise råt kød, især fra kødædende dyr, og fra lande med dårlig kødkontrol, da de encysterede larver ikke tåler en temperatur på 75° C. Så hvis man sikrer sig, at alt kødet har opnået denne minimumstemperatur, kan smitten altså ikke spredes selvom den skulle forekomme.

## Trikiner i Danmark
Trikiner var tidligere almindeligt udbredt, men har ikke været konstateret i danske svinehold siden 1930'erne. Dette kan forklares ved den forebyggende indsats, som ydes i kødkontrollen. Der har dog været konstateret trikiner i vilde dyr, herunder vildsvin og ræve. Som eksempel blev der i 1979 skudt to vildsvin, som begge var inficerede med trikiner. Dette må dog også anses som sjældent forekommende.
Med den øgede interesse for udendørs svinehold må man antage, at risikoen for trikininfektioner er stigende. Denne stigning skyldes, at frilandsgrise nemmere kan blive inficeret med trikiner, da de fouragerer i det fri.
Forfatteren H.C. Andersen var så bange for at blive inficeret med trikiner at han ikke ville spise svinekød.